# Корольов (кратер на Луната)
Вижте пояснителната страница за други значения на Корольов.
Корольов е голям ударен кратер на Луната.
Разположен е на далечната страна на спътника. Диаметърът на кратера е 437 km. Северната му част пресича лунния екватор.
Кратерът е наименуван на бащата на съветската космонавтика Сергей Корольов. В негова чест е наречен и кратер на Марс.